# Sterfte
Sterfte is het geheel der sterfgevallen, maar wordt ook gebruikt voor individuele sterfgevallen. Sterven is de overgang naar de dood en vergankelijkheid. Een sterftecijfer in de demografie geeft aan hoeveel sterfgevallen per jaar in een stad of staat (en eventueel per leeftijdscohort) er zijn geweest.
Een belangrijke bijdrage aan sterfte door niet-natuurlijke oorzaak wordt geleverd door genocide, oorlog, hongersnood, maar vooral door ziektes.